# Un cadavre dans la bibliothèque
Pour les articles homonymes, voir Un cadavre dans la bibliothèque (homonymie).
Un cadavre dans la bibliothèque (titre original : The Body in the Library) est un roman policier d'Agatha Christie publié en 1941 en revue, puis en février 1942 en volume aux États-Unis, et mettant en scène Miss Marple. Il est publié en mai de la même année au Royaume-Uni et en 1946 en France.
Le colonel Bantry profite paisiblement de sa retraite à St. Mary Mead avec son épouse Dolly. Le cadavre étranglé d'une femme inconnue est découvert un matin sur le tapis de la bibliothèque de leur demeure. Au petit matin, leur femme de chambre rompt la tranquillité du quotidien avec une nouvelle insolite et glaçante : « Madame, il y a un cadavre dans la bibliothèque ». La morte est une jeune femme qui a été étranglée et qui, d'après les traces, semble avoir été une artiste.
L'histoire devient si compliquée et les ragots prennent une telle ampleur que Mme Bantry fait immédiatement appel au bon sens de sa bonne amie miss Marple et lui demande d'enquêter sur l'affaire et de rétablir la réputation de son mari. Celle-ci enquête pour dénouer un écheveau encore plus compliqué qu'il n'y paraît au premier abord. C'est alors qu'est découvert le cadavre d'une autre jeune fille.

## Personnages

### Les victimes
- Ruby Keene (Rosy Legge dans l'état-civil) : jeune fille de 18 ans.
- Pamela Reeves : jeune fille de 16 ans.

### Les enquêteurs
- Miss Marple : vieille femme sympathique et attirée par les mystères criminels ; appelée par Mme Bantry.
- Colonel Melchett : chef de la police du comté (assisté par l'inspecteur Flem et l'agent Palk).
- Le superintendant Harper : chef de la police criminelle de Danemouth.
- Sir Henry Clithering : ancien détective de Scotland Yard, aujourd'hui retraité.
- Dr Haydock : médecin légiste.

### Les suspects
- Arthur Bantry et son épouse Dolly : retraités.
- Basil Blake : voisin des Bantry.
- Dinah Lee : sa compagne.
- Hugo McLean : amoureux d’Adelaïde.
- Mark Gaskell : gendre de Conway.
- George Bartlett : jeune homme qui fréquente Le Majestic.
- Josephine Turner, dite « Josie » : danseuse et chanteuse au cabaret Le Majestic.
- Raymond Starr : moniteur de tennis, danseur au Majestic et collègue de Josie.
- M. Prescott : directeur du Majestic.

### Autres personnages
- Conway Jefferson : vieil homme impotent et cardiaque.
- Adelaïde (« Addie ») Carmody veuve Jefferson : sa belle-fille.
- Peter Carmody : 9 ans, fils d'Adelaïde .
- Mary et Lorrimer : respectivement bonne et majordome des Bantry.
- Edward : maître d'hôtel de Conway Jefferson.

## Résumé

### Mise en place de l'intrigue (chapitres 1 à 4)
21 septembre, 7 h 15, Manoir de Gossington. L'histoire débute par un rêve très agréable et amusant que fait Mme Dolly Bantry, lorsqu'elle est brutalement réveillée par sa bonne, Mary, qui lui annonce qu'on vient de découvrir « un cadavre dans la bibliothèque ». Toute la maisonnée est bientôt au courant, et la police est appelée. Quelqu'un a apporté le cadavre en entrant par effraction dans le manoir.
Mme Bantry, de son côté, appelle à l'aide son amie Jane Marple, qui arrive très rapidement au manoir. Elle voit que le cadavre est celui d'une jeune femme aux cheveux blond-platine, excessivement maquillée, portant une robe de satin élimée.
La police arrive ensuite. La personne qui gît est inconnue de tous.
Miss Marple indique à Mme Bantry qu'un bon suspect serait le voisin, Basil Blake, connu pour son comportement de fêtard et qui travaille dans un studio de cinéma. Le voisinage a entendu dire qu'il fréquente une blonde-platine, Dinah Lee. Peut-être est-ce la victime ?
Melchett rend visite à Basil Blake mais se rend compte que Dinah est bien vivante et qu'elle a un caractère affirmé. Les enquêteurs constatent que Blake a un alibi : une fête au studio jusqu'à 5 h du matin, alors que la victime non identifiée est décédée avant minuit, probablement entre 22 h et minuit. L'autopsie révèle aussi qu'elle a été étranglée avec la ceinture de sa propre robe après avoir été préalablement droguée, et qu'elle était encore vierge, malgré son apparence de « fille facile ».
Peu après, le cadavre est identifié par Josephine Turner, dite « Josie », comme étant celui de sa cousine et collègue, Ruby Keene (Rosy Legge dans l'état-civil), âgée de 18 ans, qu'elle avait incitée quelques mois auparavant à venir chanter, danser et faire l'hôtesse au cabaret Le Majestic situé dans la ville de Danemouth, dans le comté voisin, à 30 km de là. Ruby avait effectué avec Raymond Starr le numéro de 22 h 30 mais avait disparu pour celui de minuit, obligeant Josie à la remplacer inopinément.

### L'enquête patauge (chapitres 5 à 7)
L'enquête continue : la dernière personne qui a vu Ruby semble être le jeune George Bartlett, que la police soupçonne d'avoir tenté d'engager une liaison avec Ruby. Celui qui a appelé la police pour s'inquiéter de l'absence de Ruby est Conway Jefferson, un vieil ami des Bantry, qui est amputé des deux jambes depuis un accident d'avion survenu quelques années auparavant et incapable de se mouvoir seul. Dans cet accident avaient d'ailleurs péri la femme de Conway, Margaret, ainsi que leurs deux enfants, Frank et Rosamund. À l'exception de Conway Jefferson, deux autres personnes n'avaient pas été tuées ni blessées, à savoir la femme de Frank, Adelaïde, et le fils issu d'une première union de celle-ci, Peter, ainsi que l'époux de Rosamund, Mark Gaskell.
Mme Bantry et miss Marple se rendent à Danemouth pour enquêter au Majestic et tenter de débusquer le tueur.
Melchett et Flem, qui enquêtaient chez les Bantry, doivent partager l'enquête avec l'enquêteur de Danemouth, le superintendant Harper. Conway Jefferson est interrogé et l'on apprend qu'il a passé beaucoup de temps ces derniers mois avec Ruby, la considérant peu à peu comme une sorte de fille adoptive. Peu avant sa mort tragique, il avait même pensé à lui léguer la somme de 50 000 £, somme alors très importante en 1941. Les soupçons se tournent logiquement vers son gendre et sa belle-fille, Mark et Adelaïde, mais ces derniers ont des alibis : ils jouaient au bridge pendant toute la soirée. Un client de l'hôtel, George Bartlett, qui avait discuté avec Ruby le soir de sa disparition, est aussi interrogé, sans résultat. Bartlett leur annonce plus tard qu'il vient de découvrir que sa voiture, une Minoan 14, avait été volée, sans doute le soir de la disparition de Ruby.
Interrogé, Raymond Starr, le danseur collègue de Josie et de Ruby, confirme les déclarations de Josie : Ruby était là à 22 h 30 mais a disparu entre 23 h et minuit. Son témoignage n'apporte aucune autre information.
Conway ordonne à son majordome, Edwards, de contacter son vieil ami Henry Clithering, un ancien détective de Scotland Yard, aujourd'hui retraité. Il lui demande s'il peut enquêter pour son compte ; Clithering lui répond que Miss Marple est bien plus compétente que lui.

### Second meurtre et poursuite de l'enquête (chapitres 8 à 17)
Le véhicule Minoan 14 de Bartlett est découvert incendié, contenant un cadavre à son bord. À partir de quelques cheveux et de reliquats de bouts de tissus non brûlés, on en déduit que la victime est une jeune fille de 16 ans, Pamela Reeves, qui a disparu le même soir que Ruby Keene. La dernière fois qu'on a vu Pamela, elle allait faire des courses.
En dînant avec Clithering, Miss Marple lui expose une théorie : l'affaire pourrait ne jamais être résolue, et la plupart des gens du village des Bantry pourraient penser que la mort de Ruby résultait de jeux sexuels entre le colonel Bantry et la jeune femme.
À ce stade de l'enquête, les policiers pensent que Ruby savait qu'elle allait être adoptée par Conway Jefferson, et qu'elle a voulu rompre avec un petit ami. Celui-ci l'aurait tuée, aurait paniqué, la laissant dans la bibliothèque des Bantry.
Clithering interroge Edwards, le majordome de Conway, qui lui explique notamment qu'il avait vu un jour un portrait photographique tomber du sac à main de Ruby, ce qui avait fait que Conway avait imaginé que Ruby avait une liaison sentimentale avec le jeune homme.
Diverses amies de Pamela Reeves sont entendues par la police. Miss Marple s'intéresse en particulier à l'une d'elles, et lui fait avouer un secret : Pamela avait rencontré un homme qui lui avait déclaré être producteur de cinéma, et qui l'avait invité à faire des essais devant une caméra. Pamela devait se rendre à un hôtel pour faire des essais. Pamela n'était jamais revenue chez elle.
Jane Marple se rend au domicile de Basil Blake et Dinah Lee, et annonce à celle-ci que non seulement elle a découvert que le couple était marié (ce qu'ils avaient laissé secret jusqu'à présent), mais aussi que Basil Blake allait sans doute être arrêté pour le double assassinat de Pamela et de Ruby, les deux décès étant probablement liés. Miss Marple ajoute qu'à son avis, Blake n'a pas tué Ruby, même s'il avait découvert le cadavre encore chaud de la jeune femme à son domicile. Survient alors Basil, qui confirme les soupçons de Miss Marple : effectivement il était rentré chez lui plus tôt que prévu, vers 2 h du matin, et avait découvert le corps de la jeune fille. À moitié ivre et paniqué, ne voulant pas laisser croire à son épouse qu'il était un meurtrier, sur un coup de tête il avait transporté le corps chez son voisin, qui le méprisait ostensiblement. Les policiers se présentent alors au domicile de Blake, qui est arrêté.
Miss Marple a soudain une idée inattendue, et décide de se rendre au bureaux municipaux de l'état-civil. Elle organise aussi un piège pour le tueur : elle demande à Conway de dire à Mark et à Adelaïde qu'à la suite du décès inopiné de Ruby, il a décidé de léguer les 50 000 £ qu'il lui destinait à une œuvre sociale en faveur des jeunes danseurs, et qu'il doit rencontrer à cet effet, dès le lendemain, un notaire pour changer son testament.
Conway obéit aux consignes de Miss Marple.
La nuit suivante, quelqu'un se rend sur le balcon puis entre par effraction dans la chambre de Conway, s'apprêtant à lui injecter un produit pharmaceutique susceptible de le tuer à l'instant, et laissant penser que le vieil homme est mort d'une crise cardiaque. Le meurtrier est arrêté.

### Dénouement et révélations finales (chapitre 18)
Miss Marple révèle alors aux différents protagonistes les tenants et aboutissants de l’affaire.
Grâce à un indice lié aux ongles coupés des deux victimes, elle a déduit que le cadavre trouvé dans la bibliothèque des Bantry ne pouvait pas être celui de Ruby : il s'agissait en fait du cadavre de Pamela, d'abord placé dans la maison de Basil Blake afin de le faire accuser du meurtre de Ruby, mais déplacé ensuite par lui dans la maison des Bantry.
Elle avait aussi découvert, ce que tout le monde ignorait, que Mark avait épousé Josie, et que le couple avait peur, non seulement d'être découvert par Conway, mais aussi que ce dernier adopte la jeune Ruby et lui lègue le reliquat de sa fortune. Ils avaient alors décidé de la tuer.
Voici comment les choses s'étaient déroulées : ils avaient contacté Pamela et lui avaient proposé de faire un essai de tournage afin de devenir actrice. La jeune fille avait accepté. Ils lui avaient décoloré les cheveux, l'avaient maquillée et lui avaient mis les vêtements de Ruby, avant de la droguer avec un puissant somnifère. Mark l'avait alors emmenée au domicile de Blake, l'avait déposée dans le salon puis l'avait étranglée. Pendant ce temps, Ruby était encore vivante et se trouvait au Majestic. Mark était ensuite revenu au Majestic pour jouer au bridge, forgeant ainsi son alibi.
Plus tard, Josie avait invité Ruby à dormir dans sa chambre. Là, elle avait drogué sa cousine puis l'avait tuée. La nuit étant passée, tôt le matin Josie avait dévêtu Ruby et lui avait enfilé les vêtements de Pamela. Elle avait ensuite volé la voiture de Bartlett, s'était rendue à Venn's Quarry et avait incendié le véhicule contenant le cadavre de l'adolescente. Pendant ce temps là, Mark était sorti dîner et avait passé la nuit avec ses collègues, ayant un alibi pour la nuit, Josie faisant le « sale boulot ».
Le roman se termine par l'annonce du mariage prochain d'Adelaïde Carmody et d'Hugo McLean.

## Commentaires

### Analyse
Ce roman est célèbre grâce à sa scène d'ouverture qui voit Dolly Bantry, endormie aux côtés de son époux Arthur, imaginer dans un rêve matinal la femme du pasteur traversant une exposition florale vêtue de son seul maillot de bain, puis être subitement éveillée par l'irruption de la bonne venue dire, haletante, en lieu et place des salutations accompagnant d'ordinaire le petit déjeuner : « Madame ! Oh, Madame, il y a un cadavre dans la bibliothèque ! »
En dehors de cette astuce pour éveiller l'intérêt du lecteur, Agatha Christie glisse dans son œuvre quelques traits d'humour discrets.
La romancière fait, en outre, précéder son roman d'un avant-propos qui éclaire la genèse de sa rédaction, un peu présentée comme l'élaboration d'une recette de cuisine sur le thème imposé du cadavre dans la bibliothèque, considéré comme un motif typique voire un « cliché » du roman policier.

### Titre
Le titre du roman est une plaisanterie d'Agatha Christie. C'est en fait celui du roman fictif qu'écrit Ariadne Oliver dans Cartes sur table (1936).

### Liens avec d'autres œuvres
C'est le troisième des treize livres dans lesquels apparaît la vieille dame de St. Mary Mead. On y retrouve également le colonel et Mme Bantry, ainsi que Sir Henry Clithering de Scotland Yard, qui étaient déjà apparus dans le recueil de nouvelles Miss Marple au Club du Mardi (1932).
Pendant la Seconde Guerre mondiale, Agatha Christie a écrit deux romans à la fois, alternant entre Un cadavre dans la bibliothèque et N. ou M. ? sorti la même année. Les deux romans comportent un même nom de personnage, à savoir M. Haydock : dans N. ou M. ?, il est capitaine de frégate, et dans celui-ci médecin légiste. Cependant, le présent roman, à l'inverse de N ou M ?, n'évoque absolument pas les événements de la Seconde Guerre mondiale, alors que N ou M ? était un roman-thriller d'espionnage consacré à la guerre.

### Liens avec la réalité
Le véhicule Minoan 14 volé puis incendié dans le roman semble faire référence au célèbre véhicule Morris Minor vendu à plus de 85 000 exemplaires en Grande-Bretagne de 1928 à 1934 mais le chiffre 14 évoque la Morris Fourteen (en), un modèle plus luxueux et plus récent (1936-1939).
C'est l'un des rares romans où Agatha Christie se cite elle-même. L'un des personnages du roman, Peter Carmody, se vante d'avoir des livres dédicacées d'Agatha Christie et Dorothy L. Sayers entre autres.

## Éditions
anglaises
- Première publication en revue, aux États-Unis, du 10 mai au 23 juin 1941 dans le journal américain The Saturday Evening Post.
- (en) The Body in the Library, New York, Dodd, Mead and Company, février 1942, 245 p.
- (en) The Body in the Library, Londres, Collins Crime Club, mai 1942, 160 p.

françaises
- Un cadavre dans la bibliothèque  (trad. Louis Postif), Paris, Librairie des Champs-Élysées, coll. « Le Masque » (no 337), 1946
- Un cadavre dans la bibliothèque (trad. Jean-Michel Alamagny), dans : L'Intégrale – Agatha Christie  (trad. de l'anglais, préf. Jacques Baudou), t. 7 : Les années 1940-1944, Paris, Librairie des Champs-Élysées, coll. « Les Intégrales du Masque », 1994, 1170 p. (ISBN 2-7024-2240-3, BNF 35627675)

## Adaptations
- 1984 : Un cadavre dans la bibliothèque (The Body in the Library), téléfilm de la série britannique Miss Marple de BBC One, avec Joan Hickson dans le rôle de Miss Marple ;
- 2004 : Un cadavre dans la bibliothèque (The Body in the Library), téléfilm de la série britannique Miss Marple d'ITV (épisode 1.01), avec Geraldine McEwan dans le rôle de Miss Marple ;
- 2005 : The Body in the Library, feuilleton radiophonique pour BBC Radio 4, avec June Whitfield dans le rôle de Miss Marple ;
- 2011 : Un cadavre sur l'oreiller, téléfilm de la série française Les Petits Meurtres d'Agatha Christie de France 2. Le personnage de Miss Marple y est absent, remplacé par le duo d'enquêteurs Larosière-Lampion joués par Antoine Duléry et Marius Colucci.
- 2017 : Un cadavre dans la bibliothèque, bande dessinée française de la collection Agatha Christie (Editions Paquet), de Dominique Ziegler (scénario) et Olivier Dauger (dessin et couleur).